# Rio (배우)
Rio(RIO, 일본어: りお 리오[*], 1986년 10월 29일 ~ )는 일본의 성인 비디오 여배우, 그라비아 아이돌, 탤런트, 가수이다. 유즈키 티나(일본어: 柚木ティナ)로 2005년 11월 MAX-A의 전속 여배우로 데뷔하였고, 2007년 7월 28일부터 Rio로 활동했다. 2013년 12월 4일 가수로 데뷔했다.
2016년 1월 24일 아키하바라에서 AV 은퇴식을 갖는다. 향후 모델과 탤런트로서 활동할 예정이다.